# زيغريد هونكه
زيغريد هونكه (بالألمانية: Sigrid Hunke) (26 أبريل 1913 في كيل - 15 يونيو 1999 في هامبورغ) مستشرقة ألمانية معروفة بكتاباتها في مجال الدراسات الدينية، وحصلت على شهادة الدكتوراه عام 1941.
اشتهر عنها أواخرَ حياتها نظرتها المعتدلة للإسلام كما هو واضح من أشهر كتاباتها انتشاراً في العالم العربي وهما شمس العرب تسطع على الغرب (بالألمانية: Allahs Sonne über dem Abendland - Unser Arabisches Erbe) (بالعربية: شمس الله على الغرب - إرثنا العربي) وكتاب الله ليس كمثله شيء (بالألمانية: ALLAH IST GANZ ANDERS).

## حياتها
ولدت في كيل سنة 1913، وهي ابنة الناشر هاينريش هونكه، وزوجها هو المستشرق الألماني الكبير الدكتور شولتزا، درست علم أصول الأديان ومقارنة الأديان والفلسفة وعلم النفس والصحافة.
تناولت دراسة الأديان بموضوعية وتعرف بإعجابها بالإسلام والعربية 
وذلك بعد الحرب العالمية الثانية وسقوط ألمانيا حيث ذهبت إلى المغرب وعاشت سنتين في طنجة، ثم رجعت إلى ألمانيا واستقرت في بون لتقوم بتأليف كتبها المشهورة عن إنصاف العرب والمسلمين لا سيما الأندلسيين، مما أدى إلى تعرضها إلى حملات استياء في موطنها جعلها تنضم إلى بعض الجمعيات الوطنية الألمانية لكف الأذى عنها.
- تعلمت اللغة العربية وأتقنتها وأخذت في قراءة الكتب العربية، والتاريخ العربي وبالأخص الأندلسي.
- نالت العديد من الجوائز الأكاديمية والتقديرية.
- قام بعض الرؤساء والأمراء العرب بدعوتها وتكريمها.

وقد قامت بتقديم مقدمة مؤثرة للنسخة العربية من كتابها: «شمس العرب تسطع على الغرب» بعد ترجمته.
كانت سيغريد هونكه وثنيَّة توحيدية عالمية. وكانت وفاتها في هامبورغ عام 1999م.

## آراؤها
- «لا إكراه في الدين: تلك هي كلمة القرآن الملزمة، فلم يكن الهدف أو المغزى للفتوحات العربية نشر الدين الإسلامي، وإنما بسط سلطان الله في أرضه، فكان للنصراني أن يظل نصرانيًا، ولليهودي أن يظل يهوديًا كما كانوا من قبل، ولم يمنعهم أحدٌ أن يؤدوا شعائر دينهم، ولم يكن أحد لِيُنزِل أذى أو ضررًا بأحبارهم أو قساوستهم ومراجعهم، وبِيَعِهم وصوامعهم وكنائسهم» [3]
- "وبينما عاشت النصرانية في ظل الحكم الإسلامي قرونًا طوالاً –في الأندلس.. وفي صقلية.. والبلقان– فإن "انتصار النصرانية على الإسلام –في الأندلس سنة 1492م– لم يَعْنِ سوى طرد المسلمين واليهود واضطهادهم وإكراههم على التنصُّر، واستئناف نشاط محاكم التفتيش التي قامت بتعقب كل من يتخذ سوى الكاثوليكية دينًا، والحرقِ العلني في احتفالات رسمية تحفُّها الطقوس والشعائر الكنسية لكل من اعتنق الإسلام أو اليهودية"..

«وحين تمكن صلاح الدين الأيوبي من استرداد بيت المقدس (583هـ / 1187م) التي كان الصليبيون قد انتزعوها من قبل (492هـ / 1099م) بعد أن سفكوا دماء أهلها في مذبحة لا تدانيها مذبحةٌ وحشيةً وقسوةً، فإنه لم يسفك دم سكانها من النصارى انتقامًا لسفك دم المسلمين، بل إنه شملهم بمروءته، وأسبغ عليهم من جُودِه ورحمته، ضاربًا المثل في التخلق بروح الفروسية العالية، وعلى العكس من المسلمين، لم تعرف الفروسية النصرانية أي التزام خلقي تجاه كلمة الشرف أو الأسرى.. فالملك ريتشارد قلب الأسد (1157 - 1199م) الذي أقسم بشرفه لثلاثة آلاف أسير عربي أن حياتهم آمنة، إذ هو فجأة متقلب المزاج فيأمر بذبحهم جميعًا..»
- وتقول: «إن الإسلام أعظم ديانة على ظهر الأرض سماحة وإنصافا نقولها بلا تحيز ودون أن نسمح للأحكام الظالمة أن تلطخه بالسواد وإذا ما نحينا هذه المغالطات التاريخية الآثمة في حقه والجهل البحت به فان علينا أن نتقبل هذا الشريك والصديق مع ضمان حقه في أن يكون كما هو»[5]
- «لم يعمل العرب على إنقاذ تراث اليونان من الضياع والنسيان فقط، وهو الفضل الوحيد الذي جرت العادة الاعتراف به لهم حتى الآن، ولم يقوموا بمجرَّد عرضه وتنظيمه وتزويده بالمعارف الخاصة، ومن ثَمَّ إيصاله إلى أوروبا بحيث إن عددًا لا يحصى من الكتب التعليمية العربية حتى القرنين (16- 17) قدمت للجامعات أفضل مادة معرفية، فقد كانوا -وهذا أمر قلما يخطر على بال الأوربيين- المؤسِّسين للكيمياء والفيزياء التطبيقية والجبر والحساب بالمفهوم المعاصر، وعلم المثلثات الكروي، وعلم طبقات الأرض، وعلم الاجتماع، وعلم الكلام»[6]